# Jüdischer Friedhof (Gürzenich)

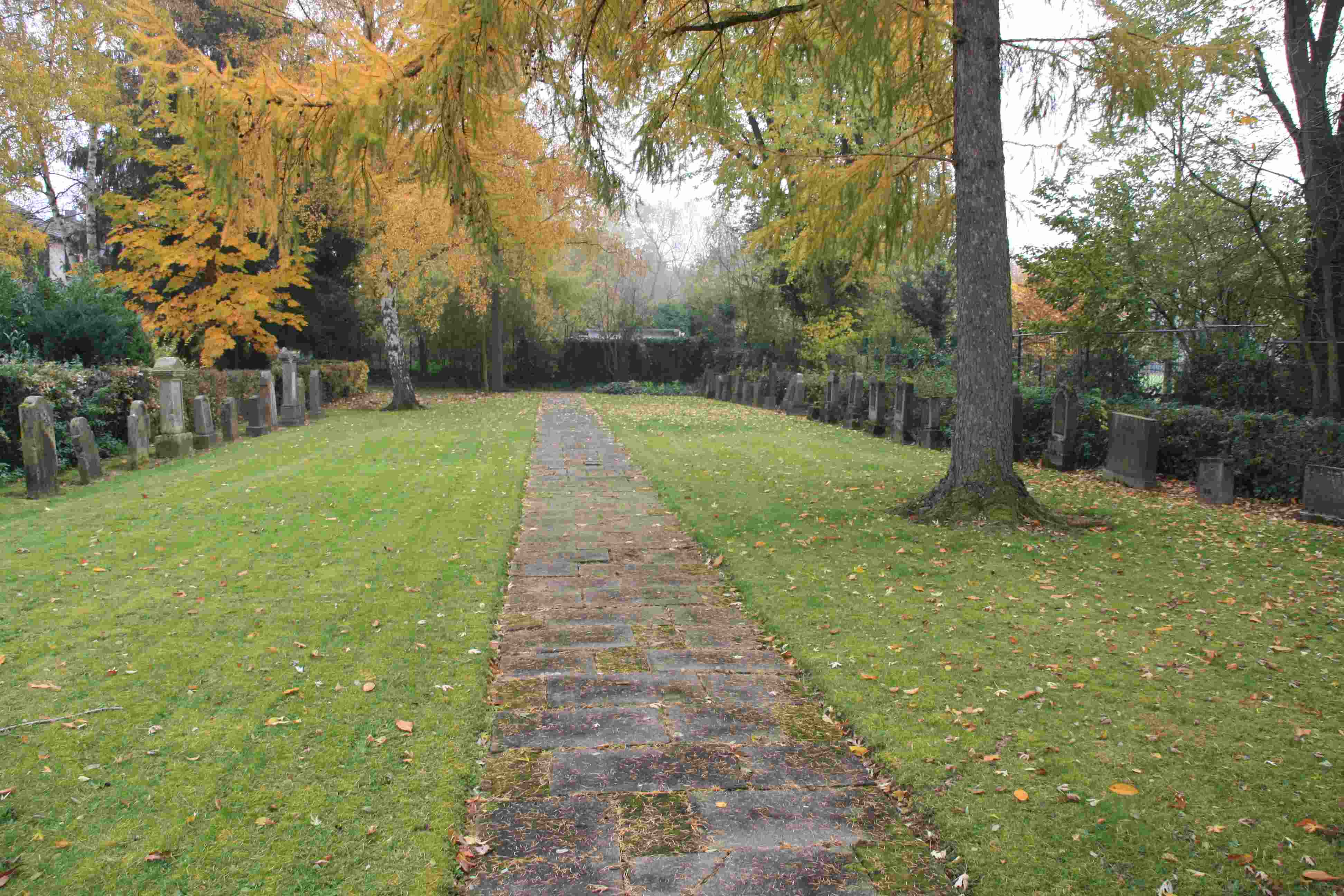
Teilansicht

Der Jüdische Friedhof befindet sich in der Schillingsstraße an der Ecke zum Trierbachweg in Gürzenich, einem Stadtteil von Düren in Nordrhein-Westfalen.
Der Friedhof wurde von 1842 bis 1936 belegt. Es sind heute noch 35 Grabsteine (Mazewot) vorhanden. Zur Straße hin hat der Friedhof eine Mauer mit einem schmiedeeisernen Tor. Im vorderen Friedhofsteil, der durch einen Plattenweg getrennt wird, stehen rechts ein Gedenkstein der ehemaligen Gemeinde Gürzenich und eine Bronzeplatte der Stadt Düren. An der linken Seite sind elf, an der rechten Seite 22 Grabsteine dicht aneinander aufgestellt. Auf dem älteren Friedhofsteil stehen nur noch zwei Grabsteine. Auf einem ist noch eine Kanne als Symbol der Leviten zu erkennen.
Der Friedhof ist unter Nr. 6/2 in die Denkmalliste der Stadt Düren eingetragen.